# Trichomycetobia
Trichomycetobia (syn. Mycetobiidae) is een muggengeslacht uit de familie van de venstermuggen (Anisopodidae).

## Soorten
- T. notabilis (Mamaev, 1968)